# Nico Betjes
Nicolaas Jacobus (Nico) Betjes (Beverwijk, 24 oktober 1941 – Wijk aan Zee, 14 januari 2003) was een Nederlands beeldhouwer.

## Leven en werk
Hij was zoon van Catharina Stet en groentehandelaar Jacob Betjes Stet. Betjes volgde een opleiding aan de Jan van Eyck Academie (Maastricht). Hij was een leerling van Fred Carasso en Ko Sarneel. Hij was lid van het Kunstenaarscentrum Bergen (K.C.B.) en van de Nederlandse Kring van Beeldhouwers. Hij hield atelier op het terrein van Tata Steel IJmuiden.

## Enkele werken
- Eend (1972), Beverwijk
- Zonder titel (1974), Wijk aan Zee
- Paardenhek (1974) Beverwijk
- Zonder titel (1979), Amsterdam
- Zonder titel (1984), Beverwijk
- Zonder titel (1999), Wijk aan Zee

## Fotogalerij

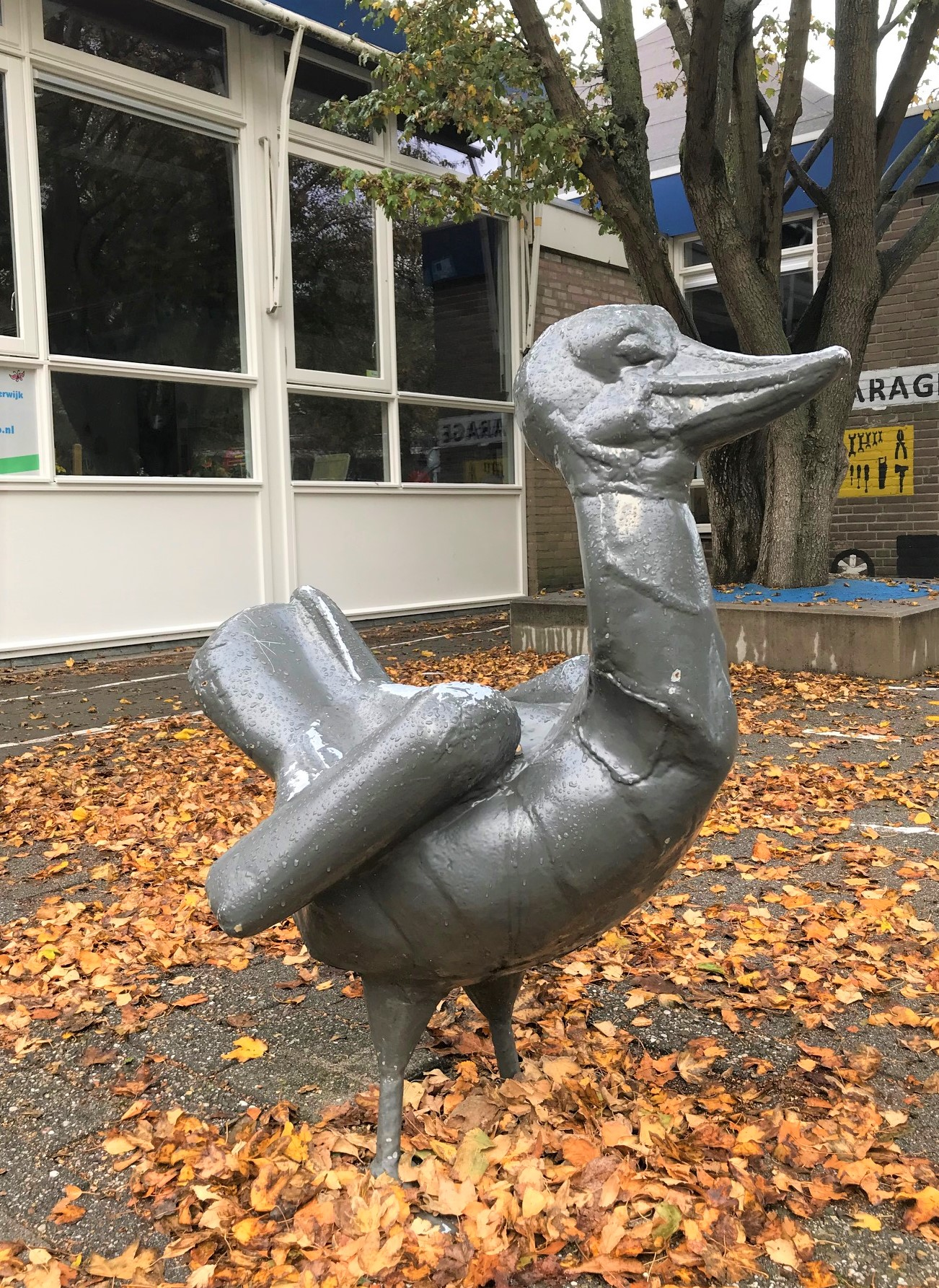
Eend, (1972), Beverwijk
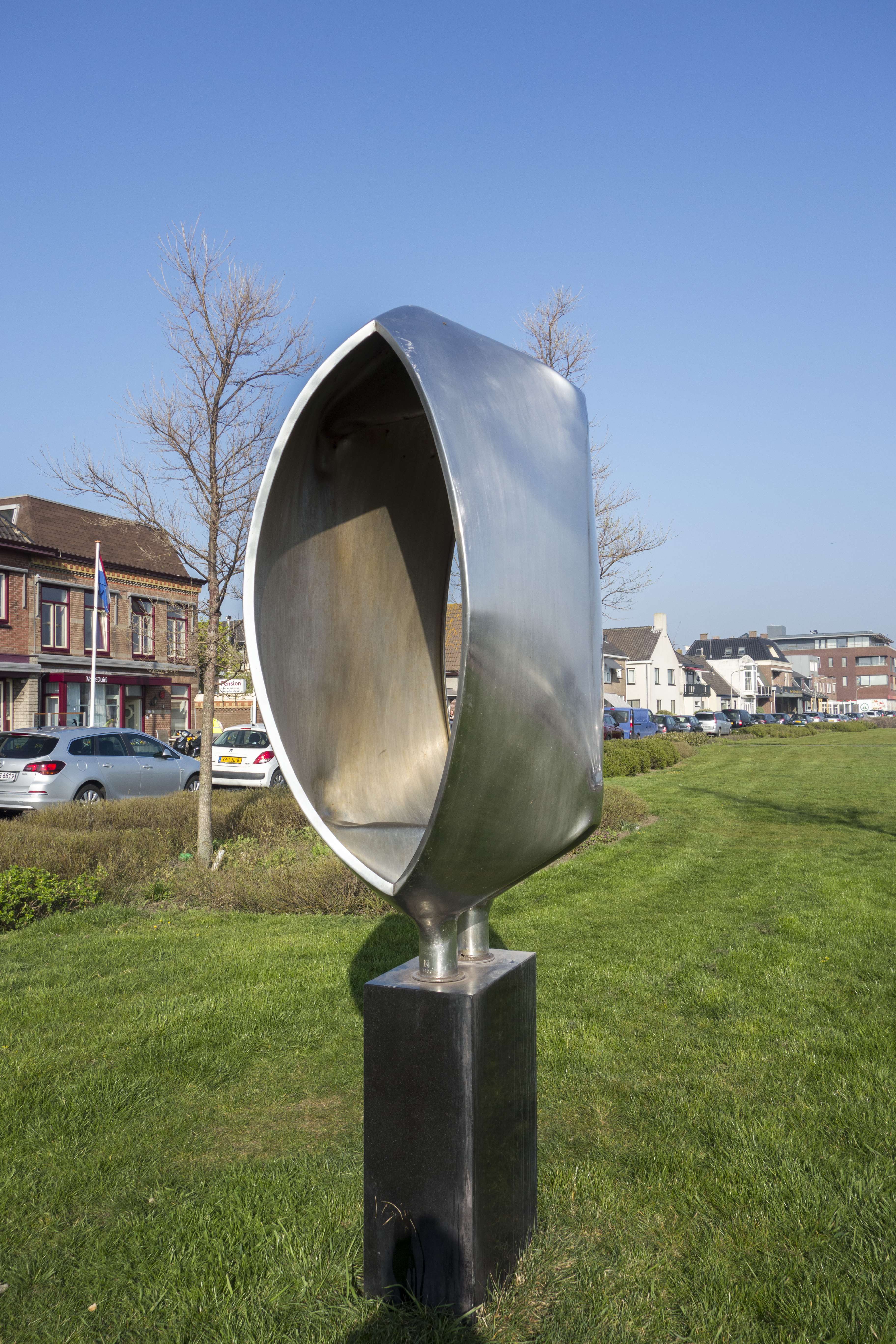
Zonder titel, (1974), Wijk aan Zee
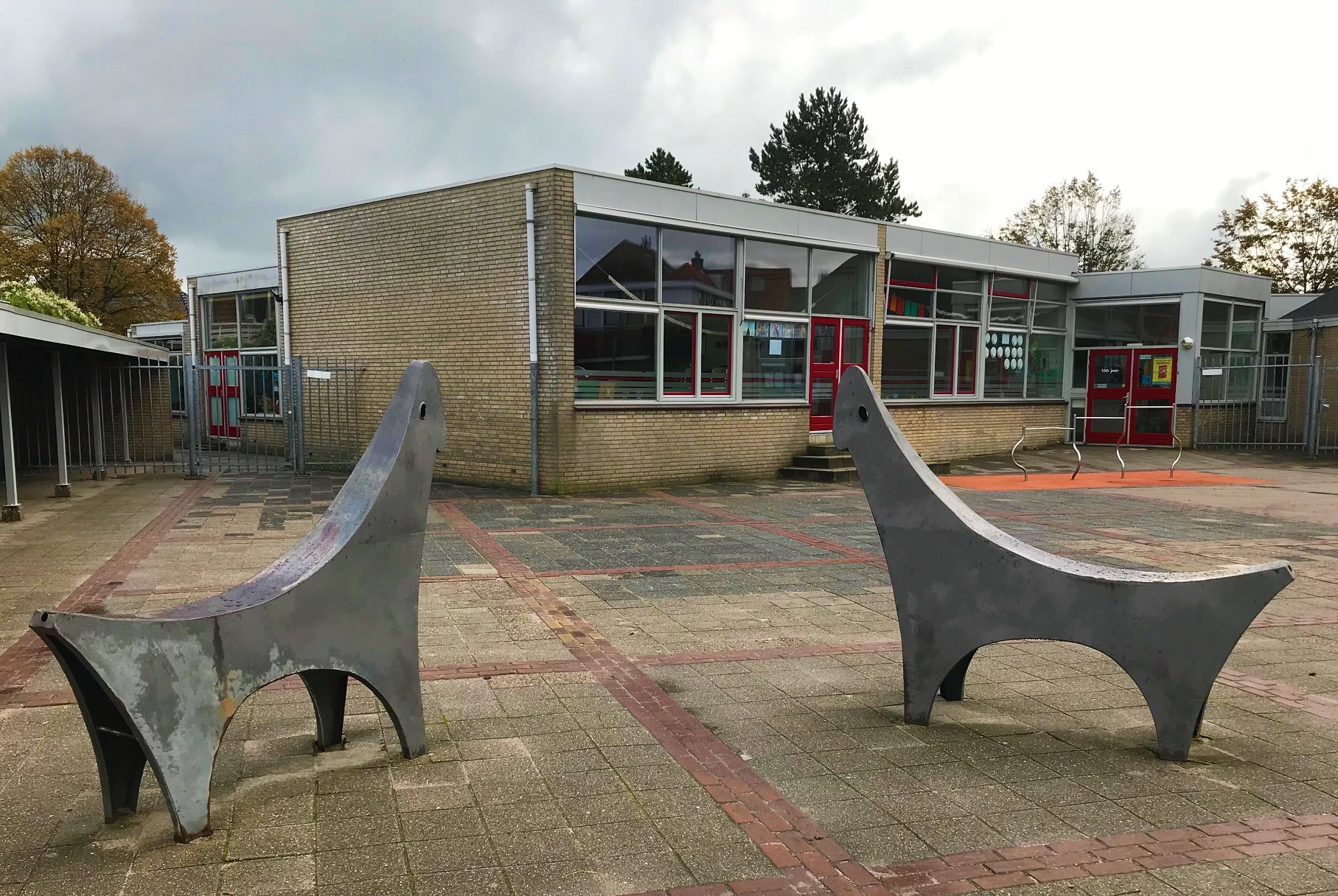
Paardenhek, (1974), Nico Betjes, Beverwijk
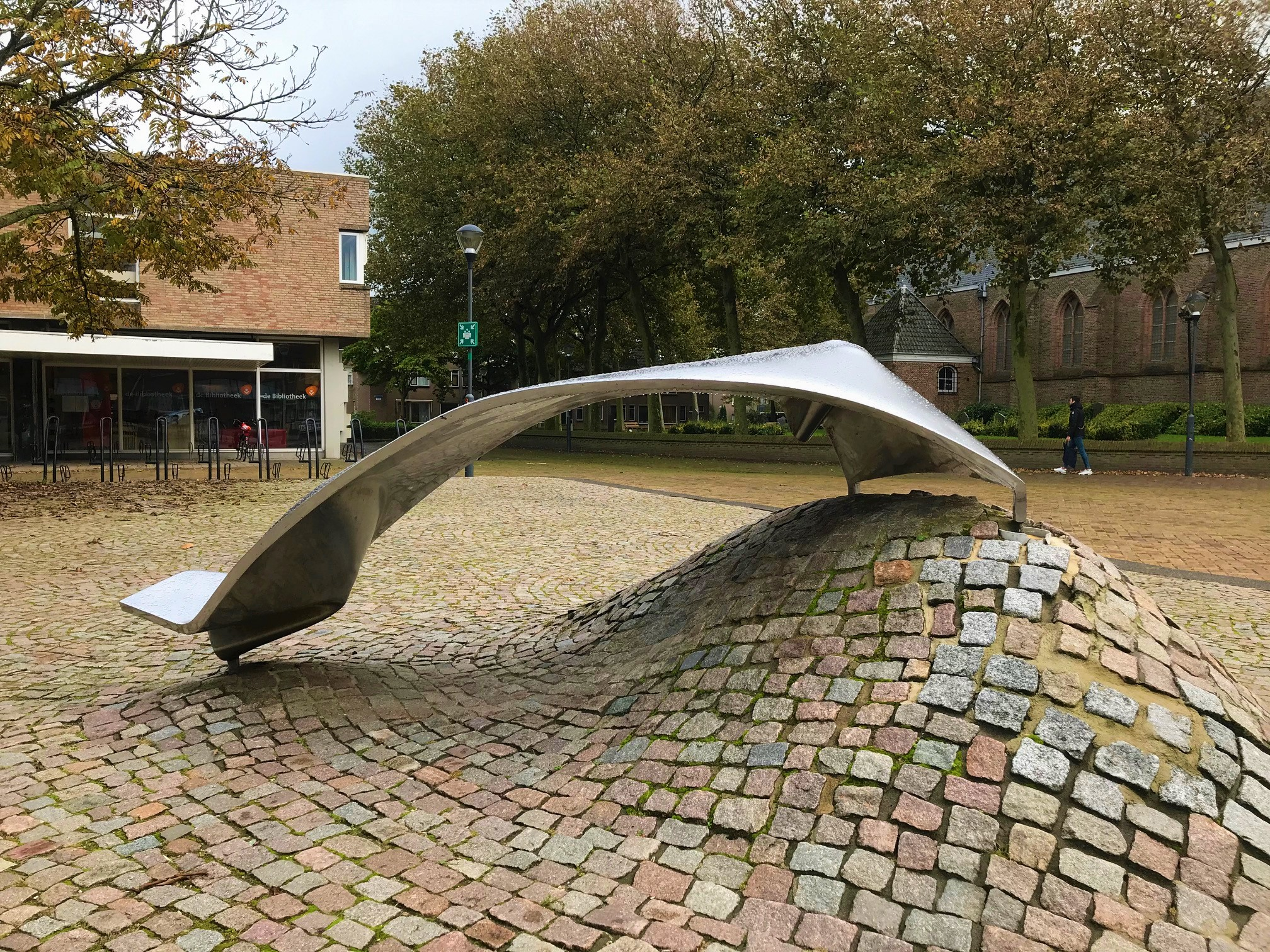
Zonder titel, (1984), Beverwijk
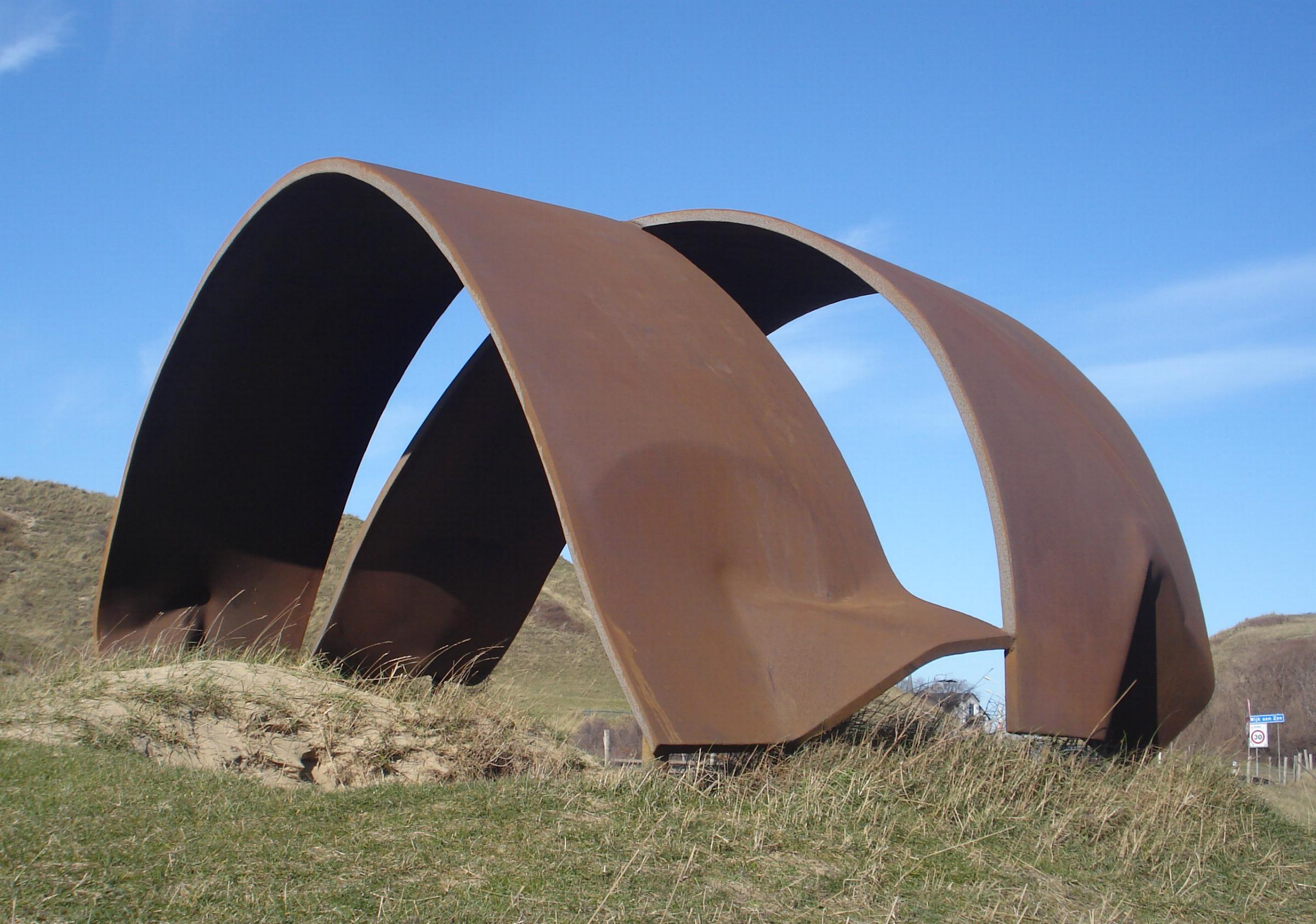
Zonder titel, (1999) Wijk aan Zee
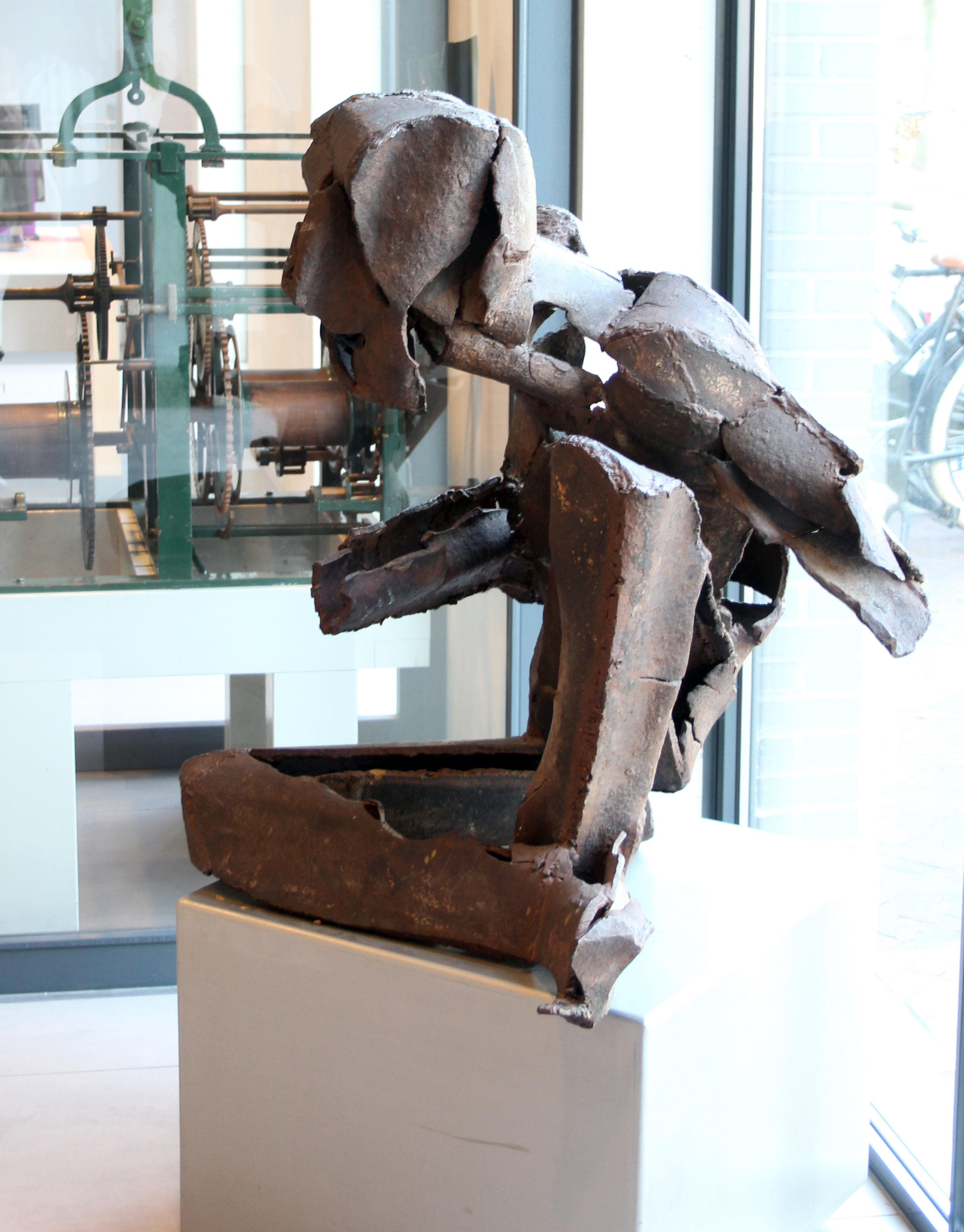
Monument voor na de derde wereldoorlog (1970) Beverwijk